# افلح بن یسار
افلح بن یسار سِندی کُنیه‌گرفته به ابوعطاء (؟ - ۷۷۵م) شاعر مدح‌سرای عربی سندی‌اصل در روزگار اموی-عباسی بود.